# Stenus nanus
Stenus nanus är en skalbaggsart som beskrevs av Stephens. Stenus nanus ingår i släktet Stenus och familjen kortvingar. Arten är reproducerande i Sverige. Inga underarter finns listade i Catalogue of Life.